# Robin J. S. Cooke

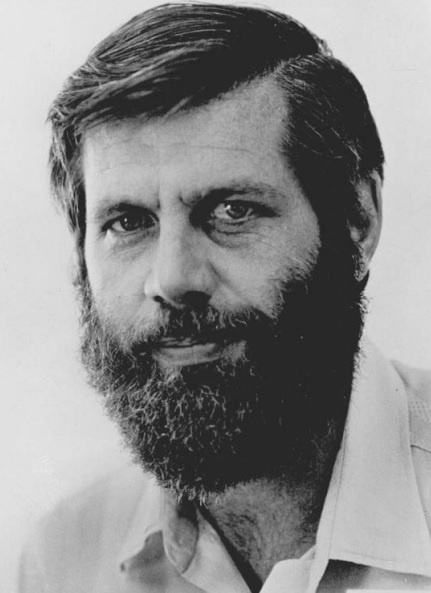
Robin J. S. Cooke in den 1970er Jahren

Robin John Seymour Cooke (* 1938; † 8. März 1979 auf Karkar) war ein australischer Vulkanologe.
Er war zunächst beim Bureau of Mineral Resources, Geology and Geophysics beschäftigt und nahm dort im Laufe der Jahre an zahlreichen routinemäßigen geophysischen Studien zur Messung von Gravitationsfeldern in Australien und der Antarktis teil. Schließlich änderten sich seine Forschungsinteressen jedoch und er wandte sich verstärkt der praktischen Vulkanologie zu, weshalb er im Sommer 1971 an das Rabaul Volcanological Observatory (RVO) auf Neubritannien wechselte. Die Insel gehörte damals noch zu Australien und ab 1975 zum neu gegründeten Papua-Neuguinea. Kurz nach seiner Ankunft erlebte er die zwei starken Erdbeben in den nördlichen Salomon-Inseln (14. und 26. Juli 1971), auf Grund derer der Hafen von Rabaul durch einen Tsunami verwüstet wurde. 1973 erhielt Cooke die Beförderung zum Senior Volcanologist des Instituts. Er erwarb sich bedeutende Verdienste bei seismischen Überwachungen und war bekannt dafür, seine Erkenntnisse über lokalen Vulkanismus großzügig mit Forschern in aller Welt zu teilen. Cooke galt als sehr hartnäckiger Wissenschaftler, der beharrlich seine Argumente verteidigte und überaus diszipliniert und akkurat Ergebnisberichte verfasste. Seine Leidenschaft war es, historische Dokumente über Vulkaneruptionen und -beobachtungen aus dem näheren ozeanischen Raum aufzustöbern. Während Cookes Arbeit am RVO kam es darüber hinaus zu einer bemerkenswerten zeitlichen Häufung von Ausbrüchen an acht verschiedenen Vulkanen der Region, die in Expertenkreisen großes Aufsehen erregte.  
Nachdem im Januar 1979 eruptive Tätigkeit auf der kleinen Vulkaninsel Karkar registriert worden war, entsandte das RVO sich abwechselnde Geologenteams zur Observation. Cooke und sein einheimischer Kollege Elias Ravian erreichten das Eiland am Abend des 7. März – sie sollten am 11. oder 12. März abgelöst werden. In der Nacht ereigneten sich drei phreatische Explosionen. Als sich das Duo am Morgen nicht wie vereinbart über seinen Funkempfänger meldete, organisierte man einen Suchtrupp. Beide Leichname wurden im RVO-Camp gefunden, begraben unter einer knapp 15 Zentimeter dicken Ascheschicht. In dem Gebiet waren zudem vulkanische Bomben von bis zu einem Meter Durchmesser niedergegangen. Per Helikopter wurden die Leichen nach Rabaul transportiert. Cooke erhielt ein Begräbnis auf dem dortigen europäischen Friedhof. In Rabaul wurde zu Ehren der beiden Geologen ein Gedenkstein errichtet.

## Publikationen (Auswahl)
- R. Cooke: Rabaul Caldera Seismic Activity Progress Report, November 1972. Geological Survey of Papua New Guinea – Department of Lands, Surveys and Mines, Note on investigation, № 72-0281972, Port Moresby 1972.
- R. Cooke: Abstracts from 1973 Annual Report, Volcanological Section, Geological Survey of Papua-New Guinea. 1974.
- R. Cooke: Volcanological report 1973. In: Report of the Geological Survey of Papua New Guinea. 1975, № 8, Port Moresby.
- R. Cooke, C. McKee, D. Wallace: 1974-75 eruptions of Karkar volcano Papua New Guinea. In: Report of the Geological Survey of Papua New Guinea. 1975, № 16, Port Moresby.
- R. Cooke, J. Baldwin, T. Sprod: Recent volcanoes and mineralization in Papua New Guinea. 25th International Geological Congress, Excursion Guide № 53AC. Canberra 1976.
- R. Cooke, R. Johnson: Volcanoes and volcanology in Papua New Guinea. In: Report of the Geological Survey of Papua New Guinea. 1978, № 2, Port Moresby.
- R. Johnson: Cooke-Ravian Volume of Volcanological Papers. Port Moresby 1981.